# Långnosade bältor
Långnosade bältor (Dasypus) är ett släkte i familjen bältdjur med 6 arter som förekommer i Nord- och Sydamerika. En av de mest kända arterna i släktet och hela familjen är niobandad bälta.

## Utbredning
Arterna i släktet förekommer från södra USA till södra Sydamerika.

## Kännetecken
Dessa bältdjur har vanligen en gulbrun färg. Pansaret på djurets rygg har 6 till 11 rörliga segment i mitten. Även huvudet bär pansar. Huvudet har dessutom en påfallande lång nos. Extremiteterna är jämförelsevis korta och på de främre fötterna finns fyra tår medan de bakre fötterna har fem tår. Tårna är utrustade med skarpa klor. Svansen omsluts vanligen av 15 till 25 benringar.
Kroppslängden (huvud och bål) ligger mellan 24 och 57 cm, svanslängden är 12 till 48 cm och vikten varierar mellan 1 och 10 kg.

## Levnadssätt
Bältdjuren vilar på dagen i självgrävda bon med upp till sju meter långa tunnlar. På natten letar de efter föda. Ibland förekommer flera individer i samma bo. Om de känner sig hotade springer de vanligen snabbt till ett bo. De rullar ihop sig om fienden är för nära och skyddar på så sätt kroppens mjuka delar.
Arterna i släktet livnär sig vanligen av myror och skalbaggar. Dessutom äter de andra insekter, spindeldjur och även mindre ryggradsdjur.
Efter dräktigheten som varar i cirka 120 dagar föder honan fyra till tolv ungar. Efter fyra till fem månader slutar honan att ge di och ungarna är efter ungefär ett år könsmogna. Det antas att livslängden ligger mellan 12 och 15 år.

## Arter
Vanligen skiljs mellan sju arter:
- Niobandad bälta (Dasypus novemcinctus) finns från södra USA till norra Argentina.
- Långsvansad sjubandad bälta (Dasypus septemcinctus), lever i södra Brasilien, Bolivia och Paraguay.
- Dasypus pilosus, kännetecknas av mycket hår på kroppen, finns i sydvästra Peru, listas av IUCN som sårbar.
- Dasypus kappleri, i Colombia och nordöstra Brasilien.
- Dasypus sabanicola, förekommer i grässtäppen Llanos i Colombia och Venezuela.
- Kortsvansad sjubandad bälta (Dasypus hybridus), finns i södra Brasilien, Paraguay, Uruguay och Argentina.
- Dasypus yepesi, lever i Paraguay och norra Argentina.